# 훈구파
훈구파(勳舊派)는 혁명파 사대부를 계승한 세력으로서 세조의 왕위 찬탈에 협조하여 정치적 실권을 장악한 귀족적 관료학자들을 말한다.
훈구파라는 명칭은 본래 훈구공신(勳舊功臣), 훈구대신(勳舊大臣) 등 오랫동안 공로를 많이 세웠다는 의미를 지닌 일반 용어였으나, 성종 후반 이후 대두한 신진 정치 세력인 사림파(士林派)와 구별하기 위한 역사적 용어로 쓰이고 있다. 훈구파는 사장학(詞章學)을 주도하며 사림파의 비판을 받았다.

## 개설
신숙주, 서거정, 이극돈, 이석형외 세조 찬위를 도운 공신·총신(寵臣)·어용학자 및 관학파와 권문세족의 자손들로 구성되었다. 세조 훈구파에 반대한 세력들은 훈구파에서 별도로 절의파로 구분하기도 한다. 이들은 높은 관직에 등용됨으로써 막강한 권력을 이용하여 무역에도 관여하고, 공물 방납을 통해 경제적인 이득을 취하기도 하였으며, 공신전을 받아 막대한 토지를 소유함으로써 상공업의 이익 독점을 추구하였다. 능란한 문필로 여러 가지 관찬사업(官撰事業)에 참여하여 많은 업적을 남기기도 했다. 
성종 즉위 이후 사림파 등장으로 안전에 위협을 느꼈으나 연산군 대에 들어 무오사화, 갑자사화를 일으켜 사림파를 숙청하였으며, 중종 반정 이후 기묘사화와 명종 때 을사사화 통해 정치적 실권을 완전히 장악하였으나, 선조 이후 사림파가 정권을 장악하면서 훈구파는 몰락하게 되었고 남은 잔존 훈구파들은 대부분 서인에 가담한다.

## 훈구파와 사림파의 갈등
왕권과 신권 대립에서 잉태했던 조선사회 갈등은 훈구파와 사림파의 갈등으로 이어졌는데, 당시 세조가 왕권을 탈취한 일에서 기인한다. 발단은 이극돈과 김일손 두 사람 사이 갈등이었지만, 그 배후는 복잡했다. 이극돈은 수양대군 즉위를 계기로 등장한 훈구파의 일원이었고, 김일손은 훈구파의 정치 행위에 극도의 불신감을 가진 사림파였다.
구세력인 집권 훈구와 신세력인 사림의 대립이었는데, 양자 가장 큰 차이는 세조의 즉위에 관한 견해 차이다. 이극돈이 유자광을 끌어들이고, 유자광이 다시 노사신·윤필상·한치형·신수근 등 끌어들일 수 있었던 게 이 훈구세력들의 세계관과 같았기 때문이다.
사림파는 세조 체제를 대역죄로 몰아 세조 즉위 자체를 부인하는 세계관이었다. 결국 김종직의 '조의제문'으로 이어져 연산군과 훈구파는 이미 죽은 김종직의 목을 자르며 부관참시했다. 이미 죽은 사람의 목을 베는 판국에 산 인물들은 말할 것도 없었다. 김일손·권오복·권경유 세 사신(史臣)은 대역죄로 몰려 온몸이 갈기갈기 찢기는 능지처사(陵遲處死)를 당했다. 사화(士禍)는 선비가 화를 입었다는 뜻이지만, 무오사화는 사관(史官)들이 화를 입었기 때문에 사화(史禍)로도 불린다.

## 같이 보기
- 사림파
- 사장파